# Balmoral NW
Balmoral NW est un hameau situé dans la province d'Alberta, dans le centre-sud.

## Démographie
En 2016 sa population était de 35 habitants.